# Dueling Analogs
Dueling Analogs war ein US-amerikanischer Webcomic von Steve Napierski. Der Webcomic erschien seit 17. November 2005 montags und mittwochs. 
Inhaltlich behandelt Dueling Analogs vor allem Videospiele. Viele der Comics sind Parodien auf Videospiele, Filme, Spieler und auch auf andere Webcomics mit gleichem Thema. Es gibt feste Figuren mit regelmäßigen Auftritten, wie Harvey, ein junger Spieler, der oft die Rolle des Erzählers einnimmt. Des Weiteren tritt auch der Nintendo-Charakter Mario als feste Figur auf. Die Comics sind oft Drei-Bilder-Strips, häufig aber nehmen sie ganze Seiten oder ein spezielles Layout ein. Neben in sich abgeschlossenen Gags gibt es Geschichten, die sich über Wochen hinziehen, oder wiederkehrende Kategorien wie Games that I am glad were never made, What if...? oder Rejected Mega Man Villains.
2006 wurde Dueling Analogs für den Web Cartoonist's Choice Award in zwei Kategorien nominiert. 
Ab 2010 nahmen die Updates des Comics immer mehr ab, da Napierski sowohl die Zeit als auch Motivation fehlte. Die Updates der Seite bestanden seitdem zu großen Teilen nur noch aus Videospiel-bezogenen Comics anderer Quellen. 
2018 verabschiedete sich Napierski schließlich und verkündete, dass es keine weiteren Updates mehr geben wird. 